# Burenia attemsii
Burenia attemsii är en mångfotingart som beskrevs av Karl Wilhelm Verhoeff 1937. Burenia attemsii ingår i släktet Burenia och familjen Siphonotidae. Inga underarter finns listade i Catalogue of Life.